# الأقواز
قرية الاقواز هي إحدى القرى التابعة لمركز الصف في محافظة الجيزة في جمهورية مصر العربية. حسب إحصاءات سنة 2006، بلغ إجمالي السكان في الاقواز 12254 نسمة، منهم 6364 رجل و5890 امرأة.